# Statkraft Hurum saltkraftværk
Statkraft Hurum saltkraftværk (Statkraft Osmotic Power Prototype) er verdens første saltkraftværk, baseret på energi fra osmose. Kraftværket drives af Statkraft. Det er placeret ved Tofte i Hurum, med lokaler på fabriksområdet ved Södra Cell Tofte cellulosefabrik. Kraftværket udnytter osmosen, som opstår når ferskvand og saltvand mødes adskilt af en membran. Saltvandet trækker ferskvand gennem membranen – og den resulterende trykforøgelse på saltvandssiden anvendes til at producere elektricitet via en vandturbine. 
Anlægget er en prototype udviklet sammen med SINTEF, og startede prøveproduktion af kraft 24. november 2009. Kronprinsesse Mette-Marit forestod den officielle åbning af anlægget. Dette anlæg har været planlagt siden sommeren 2008, med et vandforbrug på 10 liter ferskvand og 20 liter saltvand per sekund. Man forventer en effekt på 2-4 kW. Med bedre membraner antages det, at effekten for et lignende anlæg kan øges til ca. 10 kW. Det er beregnet at kommerciel drift kan ske mellem 2012 og 2015.